# Archichlora pulveriplaga
Archichlora pulveriplaga là một loài bướm đêm trong họ Geometridae.